# 翁仁賢縱火案
2016年2月6日，台灣男子翁仁賢在桃園市龍潭區家中用汽油縱火，造成親屬與看護共6死5重傷，2019年7月判處死刑定讞，2020年4月執行槍決，死後無家屬願收屍。

## 早年
翁仁賢自小個性離群，國中就讀龍潭國中，小時候的志向是要開農場與牧場，考高中時志願原本填寫龍潭農工畜牧獸醫科，但翁仁賢之父母透過其舅舅更改翁仁賢之志願，故放榜時錄取科別為龍潭農工機工科，最後選擇去就讀六合高工汽車修護科，翁仁賢就父母擅自更改其志願多有怨言，自六合高工汽車修護科畢業即未再升學，2年憲兵役畢後自1981年起曾先後至14間公司就職，然期間均不長，最長僅有1年10月，最短不滿1月，後來便未再從事領薪工作而居住於老宅，生活有賴家人支持，造成翁仁賢與父母、兄長間之關係緊張，翁仁賢認為自己受到父母及兄長之不公平對待與欺壓。

## 犯行
2016年2月6日小年夜晚上，翁仁賢用寶特瓶、牛奶罐等分裝了高達20公升的汽油，2月7日除夕凌晨，趁家人圍爐不備，他先在三合院潑灑汽油，先燒毀二輛汽車，以杜絕其親人逃生可能，再返回屋內朝飯廳的家人潑灑汽油。並即刻退出，以報紙引火，朝飯廳內投擲，引燃被潑灑之汽油，致飯廳內之其父母親、看護、姪媳婦、姪子、姪女合計6人身亡，5人燒成重傷。
| 姓名   | 年齡 | 與兇嫌關係 | 備註            |
| ------ | ---- | ---------- | --------------- |
| 翁廷凱 | 84歲 | 父親       |                 |
| 魏春霞 | 84歲 | 母親       |                 |
| 張佳滿 | 35歲 | 2哥媳婦    |                 |
| 翁宇薇 | 23歲 | 姪女       | 送醫2天後不治。 |
| 翁宇霆 | 23歲 | 姪子       |                 |
| 程素津 | 55歲 | 無，看護   |                 |

## 被捕及審判
翁仁賢逃亡5天在北橫公路被桃園市政府警察局緝捕歸案，被臺灣桃園地方檢察署依殺害直系血親尊親屬等罪狀提起公訴，而翁仁賢還在進入法庭前對媒體比中指被法警阻止，又以挑釁的口吻向記者問「我帥嗎」；在開庭時多次辱罵法官「恐龍法官」、「胡說八道」、「丟人現眼」、「多讀點書」、「國小畢業」，在宣判前當庭賴坐地上稱法官「不夠格（讓他起立）」，甚至對家人翁仁賢說「人可以輪迴幾十次，我就追殺你們幾十次」。法官稱自己跟翁仁賢「同是客家人、也同是老么，客家媽媽都很疼老么」時，翁仁賢不念法官溫情，反而說法官：「又怎樣？」
法官問翁仁賢：「如果怨恨父母，為何要燒死父母以外的姪兒、姪媳、看護等四人？」，翁仁賢笑著說：「算他們倒楣。只有看護被燒死很無辜。」，法官問：「願不願意看父母被燒成焦炭的照片？」翁仁賢答說，「你叫我看，我就看。」翁仁賢還說，他養的吉娃娃狗死了，他感到難過，但對父母及家人被燒死，並不會難過。法官問翁仁賢，「為何狗死了他會難過，家人死了不難過？」翁仁賢答：「因為狗不會坑人、不會害人」，法官請他舉出被家人坑害的情況，翁仁賢笑著說：「算不出來了」，法官又問：「對家人死亡會不會感到抱歉？」，翁仁賢答：「先前不會，現在當然也不會。」法官問：「難道沒想過父母的養育之恩嗎？」翁仁賢又說：「你確定早期父母養小孩都很辛苦嗎？」

### 判決
2017年2月13日，臺灣桃園地方法院一審判決依殺害直系血親尊親屬罪判處以翁仁賢死刑，褫奪公權終身。                                                                             
2018年3月8日，臺灣高等法院二審仍依殺害直系血親尊親屬罪判處翁仁賢死刑，褫奪公權終身。
- 臺灣高等法院認為其中一被害人為未成年，一審未依兒童及少年福利與權益保障法規定論處，尚有未洽，因此撤銷改判。惟臺灣高等法院亦認為翁仁賢所犯之罪符合公民權利及政治權利國際公約第6條第2項前段所指「最嚴重之罪行」[6]，被告矯正教化後復歸社會更生的可能性極微，故仍判處死刑。

2018年5月31日，最高法院三審撤銷原判決，發回台灣高等法院更為審理。
- 最高法院認為原審鑑定人之程序上有瑕疵，故發回重審。

2019年2月20日，臺灣高等法院更一審撤銷一審判決，仍依殺直系血親尊親屬罪處翁仁賢死刑，褫奪公權終身。
- 臺灣高等法院認為鑑定報告指他沒有重大精神疾病，並舉例不論任何人，或多或少都懷有幻想，不能因稍有幻想即謂有精神疾病，殺害父母至親多人，毫無悔意，態度惡劣至極，難以寬宥其犯行，必須判處死刑。

2019年7月10日，最高法院第二次三審撤銷原判決，惟罕見地自為判決，仍依殺直系血親尊親屬罪判處翁仁賢死刑，褫奪公權終身，全案定讞。
- 最高法院考量中華民國刑法第272條〈殺害直系血親尊親屬〉已進行修正，因而撤銷原判決並改判。不過，最高法院也認定翁仁賢犯殺害直系血親尊親屬重罪，不但泯滅天性，窮兇極惡，事後也無悛悔，顯無教化遷善可能，是「史上最惡之殺人犯」，且翁仁賢故意殺害包括父母親等多人，造成其中6人死亡，其所犯應符合兩公約所指「最嚴重的犯罪」，因此認定翁仁賢犯行「實已達人神共憤而為天理、國法所難容，除處其死刑外，並無其他選擇」，援用修正後新法審酌，仍量處其死刑，並褫奪公權終身，「以彰顯國法尊嚴與維護法治、倫理制度」[10]。

## 死刑執行
2020年4月1日由時任中華民國法務部部長蔡清祥批准其死刑執行令。翁仁賢大哥翁仁焜表示不會出面處理翁仁賢的遺體，翁仁賢三哥翁仁君則稱早就不把翁仁賢當家人，對槍決一事沒有特殊的感覺。因家屬拒絕領回遺體，檢察官指示暫送中壢殯儀館冰存，遺體在晚間近10時運抵中壢殯儀館。翁仁賢在遺言中留下恐嚇語句的行為也引起社會非議，也導致法務部在修訂《執行死刑規則》時針對死刑犯遺言進行修改，若死囚最後留言有脅迫、恐嚇他人或其他違反法律或善良風俗情形，監所將不會轉交給家屬，視為「翁仁賢條款」。
2020年4月2日，作為對翁仁賢執行死刑的回應，台灣廢除死刑推動聯盟執行長林欣怡回應說「不殺他對台灣會有什麼危害？」另有觀點認為當時法務部正著手修改死刑執行的相關規範，對於在尚未修改完成且無緊急情況之際對早已判決定讞的死囚執行死刑做出質疑。

## 類似案件
- 陳彥翔縱火案